# Džibuti
Džibuti (arabsky جيبوتي‎, somálsky Jabuuti, francouzsky Ville de Djibouti) je hlavní a největší město Džibutska, které má současně status samostatného regionu. Leží na poloostrově oddělujícím Adenský a Tadžurský záliv. Obyvatelstvo čítá přes 500 000 lidí. Město je historicky rozděleno na evropské a africké čtvrti. Ve městě žije 70 % obyvatel Džibutska.

## Historie
Město bylo založeno jako námořní přístav v roce 1888 Kataláncem jménem Eloi Pino. V roce 1891 se stalo namísto Tadžúry hlavním městem Francouzského Somálska a zůstalo jím po celou dobu francouzské koloniální nadvlády. Po vzniku samostatného Džibutska bylo zvoleno za hlavní město nového státu.

## Doprava
Letecké spojení do Džibuti je zajištěno díky mezinárodnímu letišti Džibuti-Ambúlí, do etiopské Addis Abeby se lze dopravit rovněž po železnici[zdroj?] a vnitrostátní dopravu do měst Tadžúra a Obock zajišťují trajekty z městského přístavu.

## Zajímavosti
- Pláže na východním pobřeží města
- Hlavní trh
- Národní stadion Stade du Ville
- Prezidentský palác
- Hamúlího mešita

## Podnebí
Džibuti má jedno z nejteplejších a nejsušších podnebí na světě. Průměrná roční teplota je 30 °C. V létě teploty stoupají nad 42 °C, v noci neklesají pod 30 °C. Nejstudenější měsíce jsou prosinec, leden a únor s průměrnými teplotami 25 °C ve dne i v noci.

### Průměrná teplota (den i noc) v jednotlivých měsících
| leden | únor | březen | duben | květen | červen | červenec | srpen | září | říjen | listopad | prosinec |
| ----- | ---- | ------ | ----- | ------ | ------ | -------- | ----- | ---- | ----- | -------- | -------- |
| 25    | 25,6 | 27     | 28,7  | 31     | 34,2   | 36       | 35,8  | 33,1 | 29,3  | 26,9     | 25,5     |

Aktuální teplota v Djibouti

## Partnerská města
- Chartúm, Súdán
- Kailua, Havaj, USA
- Key West, Florida, USA
- La Paz, Mexiko
- Male, Maledivy
- Rimini, Itálie
- Saint Paul, USA
- Suez, Egypt
- Victoria, Malta